# 今泉伸二
今泉 伸二（いまいずみ しんじ、1958年 - ）は、日本の漫画家。群馬県桐生市出身。血液型はAB型。
1984年に『フレッシュジャンプ』（集英社）掲載の『ブリキの鉄人』でデビューし、1986年に『週刊少年ジャンプ』（同）で開始した『空のキャンバス』で連載デビュー。代表作に『神様はサウスポー』がある。

## 来歴
高校卒業後に上京、美術、グラフィックデザインを学ぶ。デザイン事務所勤務、寺沢武一、宮下あきら、原哲夫のアシスタントを経て、1984年に『ブリキの鉄人』（フレッシュジャンプ）でデビュー。
1986年、初の連載となる『空のキャンバス』（週刊少年ジャンプ）、1988年には代表作となる『神様はサウスポー』（週刊少年ジャンプ）を連載する。2001年、『リプレイJ』（週刊コミックバンチ）を連載開始。2009年、『神様はサウスポー ダイアモンド』（週刊漫画ゴラク）を連載。
2020年より、自身のYouTubeチャンネルを開始した。

## 作品リスト
- 空のキャンバス（『週刊少年ジャンプ』1986年33号 - 1987年41号、集英社 ジャンプ・コミックス、全7巻）
- 神様はサウスポー（『週刊少年ジャンプ』1988年22号 - 1990年31号、集英社 ジャンプ・コミックス、全12巻）
- チェンジUP!!（『週刊少年ジャンプ』1992年12号 - 33号、集英社 ジャンプ・コミックス、全3巻）
- 暗闇をぶっとばせ!（原作：宮崎博文、『週刊少年ジャンプ』1994年2号 - 16号、全13回 / 集英社 ジャンプ・コミックス、全2巻、1994年8月・10月発行）
  - 第2巻には短編「チョコレート☆ミラクル」（初出：1993年『週刊少年ジャンプ増刊Spring Special』）を収録
- 炎の料理人 周富徳（原作：KISHO・荒仁、『スーパージャンプ』1995年3号 - 1998年1号、集英社 ジャンプ・コミックス デラックス、全9巻）
- カットイン・タートルズ（『ちゃぐりん』1998年8月号 - 2001年4月号、未単行本化）
- 食卓の騎士（原作：武王丸、『スーパージャンプ』1999年10号 - 2000年14号、2000年に『オースーパージャンプ』へ移籍、集英社 ジャンプ・コミックス デラックス、全3巻）
- リプレイJ（原案：ケン・グリムウッド『週刊コミックバンチ』2001年創刊1号 - 2004年33号、全12巻）
- ヴィクトリー（『週刊コミックバンチ』2005年14号 - 2006年12号、新潮社、BUNCH COMICS、全3巻）
- 悪忍 加藤段蔵無頼伝（原作：海道龍一朗、2007年29号 - 2009年14号、新潮社、BUNCH COMICS、全4巻）
- 神様はサウスポー ダイアモンド（週刊漫画ゴラク2009年 - 2010年、ニチブンコミックス、全3巻）
- げき鉄（作：伊月慶悟、プレイコミック2011年 - 2012年、秋田書店）
- 美食広域捜査官 英薫（原作：九十九森、プレイコミック2013年 - 2014年、秋田書店）
- VIVA!! 空のキャンバス（ゴラクエッグ2017年3月30日 - 、日本文芸社）

## 関連人物
出口竜正
アシスタント。